# 嘉義市政府
嘉義市政府（かぎしせいふ）は、中華民国（台湾）の地方自治団体である嘉義市の行政機関。首長は嘉義市長。

## 沿革
- 1920年 - 日本統治時代の台湾は州制施行により、元嘉義街は台南州嘉義市に昇格してから、嘉義市役所が発足。
- 1945年 - 台湾光復により、嘉義市は台湾省の省轄市（現在の市）となり、嘉義市政府が発足。
- 1946年 - 嘉義市は元台南県水上郷（今嘉義県水上郷、太保郷（今嘉義県太保市が合併して、六区が管轄する嘉義市政府が発足。
- 1950年 - 嘉義市は4鎮（新東、新西、新南、新北）に改編され、市政府廃止。
- 1951年11月 - 元嘉義市の4鎮は嘉義県の県轄市に改編され、市公所になった。
- 1982年7月1日 - 嘉義市政府に再昇格する。
- 1990年10月6日 - 嘉義市は西区と東区を設置して、東区にある市政府になった。
- 1998年 - 台湾省が虚省化され、嘉義市政府は行政院の傘下の行政機関に改編された[1]。

## 市長
1982年-現在
| 代数 | 氏名   | 政党               | 就任           | 退任           |
| ---- | ------ | ------------------ | -------------- | -------------- |
| 1    | 許世賢 | 無所属             | 1982年7月1日   | 1983年7月1日   |
| 代理 | 江慶林 | 中国国民党         | 1983年7月1日   | 1983年12月15日 |
| 補選 | 張博雅 | 無所属             | 1983年12月15日 | 1985年12月20日 |
| 2    | 張博雅 | 無所属             | 1985年12月20日 | 1989年12月20日 |
| 3    | 張文英 | 無所属             | 1989年12月20日 | 1993年12月20日 |
| 4    | 張文英 | 無所属             | 1993年12月20日 | 1997年12月20日 |
| 5    | 張博雅 | 無所属             | 1997年12月20日 | 2000年5月22日  |
| 代理 | 陳麗貞 | 無所属             | 2000年5月22日  | 2001年12月20日 |
| 6    | 陳麗貞 | 無所属→ 民主進歩党 | 2001年12月20日 | 2005年12月20日 |
| 7    | 黄敏恵 | 中国国民党         | 2005年12月20日 | 2009年12月20日 |
| 8    | 黄敏恵 | 中国国民党         | 2009年12月20日 | 2014年12月25日 |
| 9    | 涂醒哲 | 民主進歩党         | 2014年12月25日 | 2018年12月25日 |
| 10   | 黄敏恵 | 中国国民党         | 2018年12月25日 | 2022年12月25日 |
| 11   | 黄敏恵 | 中国国民党         | 2022年12月25日 | 現職           |

## 組織

### 支所
- 西区公所[2]
- 東区公所[3]

### 一級機関
嘉義市政府設有之所屬一級機關, 共計6局、2委員會。
| - 嘉義市政府警察局 - 嘉義市政府消防局 - 嘉義市政府環境保護局 - 嘉義市政府財政稅務局 - 嘉義市政府衛生局 - 嘉義市政府文化局 |

### 內部單位

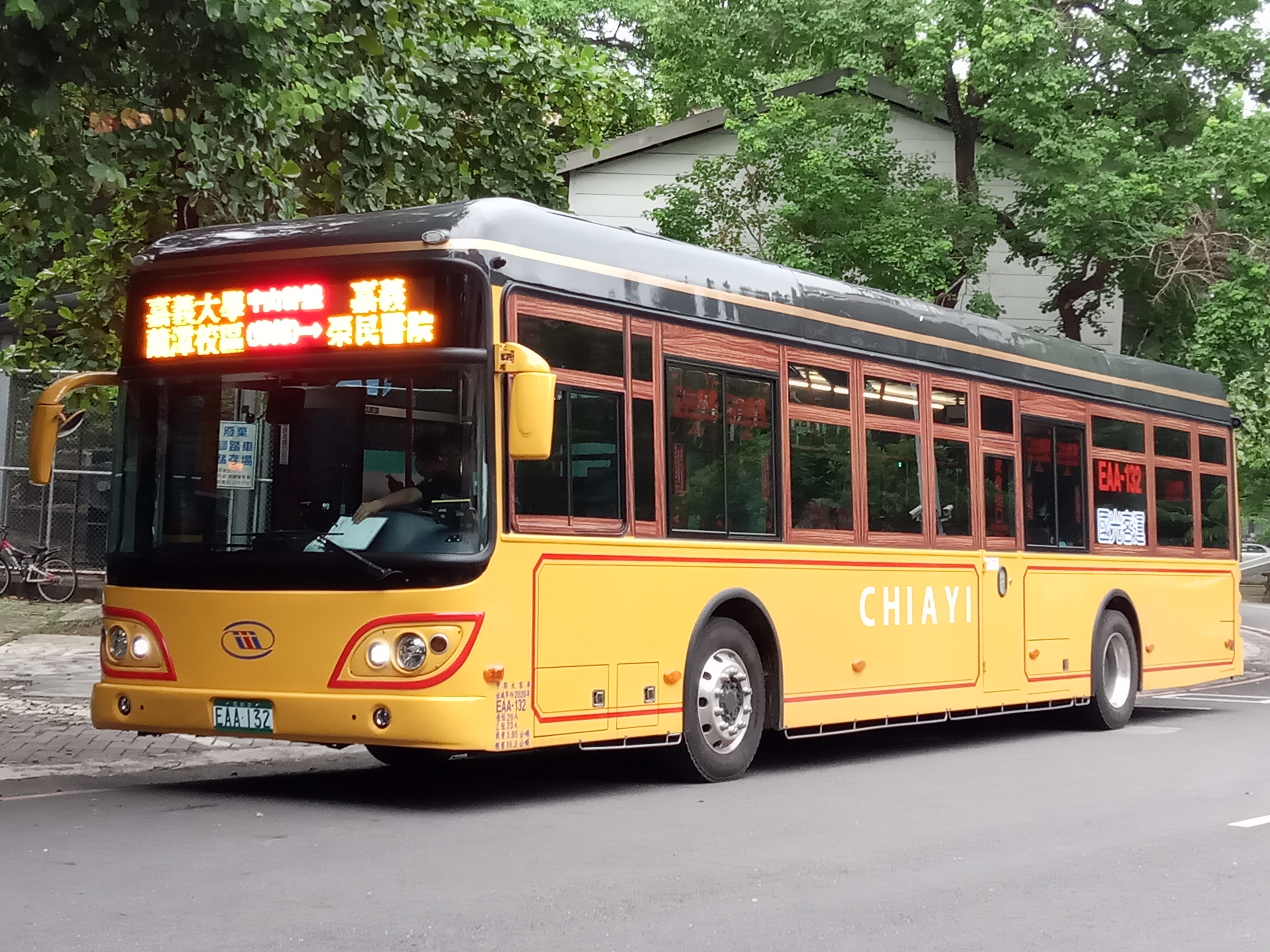
交通処交通行政科が管轄する市バス

| - 嘉義市政府民政処 - 嘉義市政府建設処 - 嘉義市政府教育処 - 嘉義市政府工務処 - 嘉義市政府都市發展処 - 嘉義市政府交通処 - 交通行政科 - 交通工程科 - 停車管理科 - 嘉義市政府觀光新聞処 - 嘉義市政府社會処 - 嘉義市政府地政処 - 嘉義市政府行政処 - 嘉義市政府インテリジェンス・テクノロジー処 | - 嘉義市政府人事処 - 嘉義市政府政風処 - 嘉義市政府主計処 |

## 庁舎
- 1920年、嘉義郡役所
- 1930年、嘉義市役所
- 1945年、嘉義市政府
- 1950年、嘉義県政府
- 1951年、嘉義市公所（中山堂）
- 1954年、嘉義市公所（旧市政府）
- 1997年、嘉義市政府（元嘉義市役所）
- 2005年、現在の庁舎（嘉義市政中心南ビル、元嘉義税務出張所の所在地）が完成した。

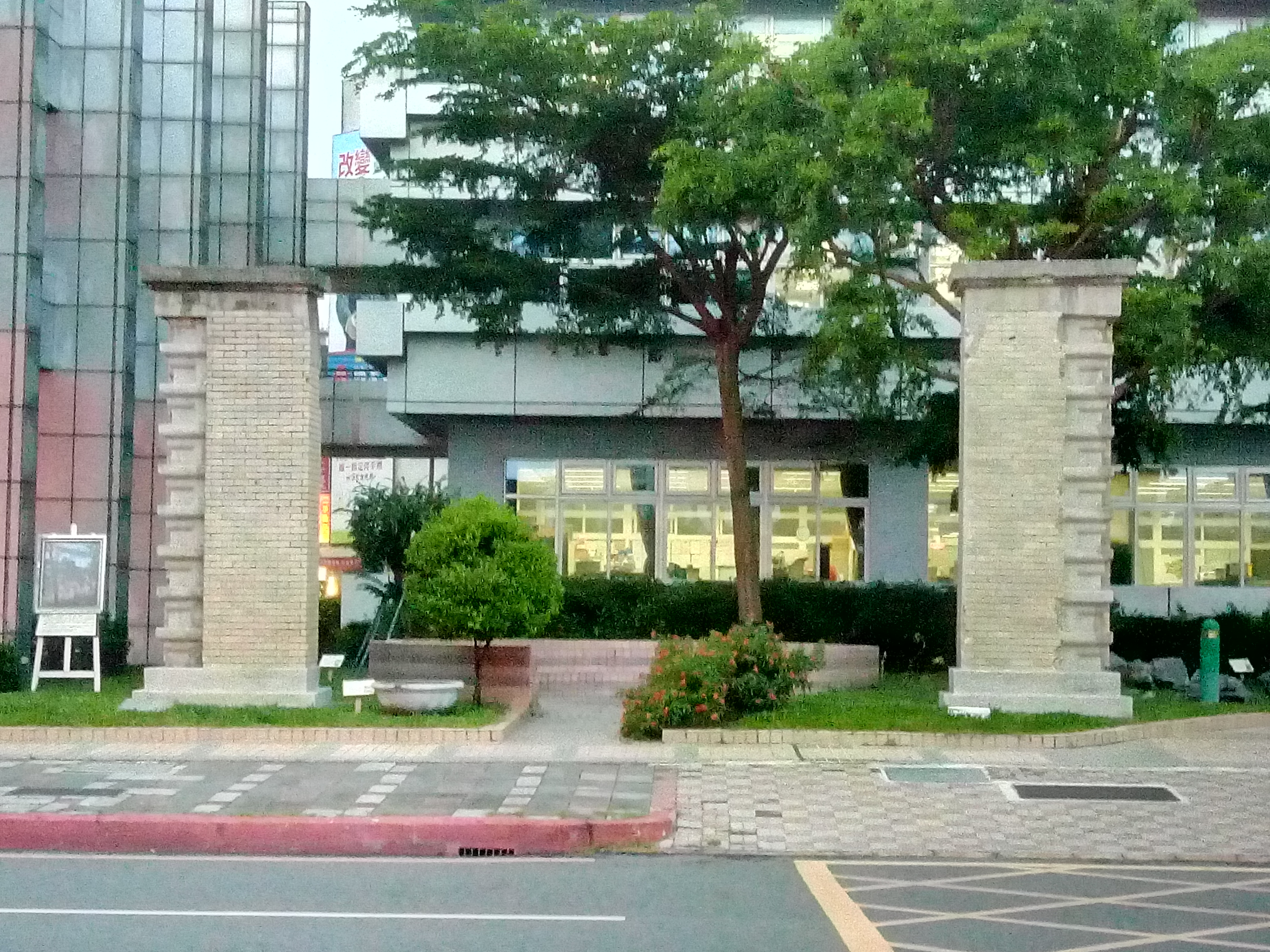
嘉義税務出張所旧門柱
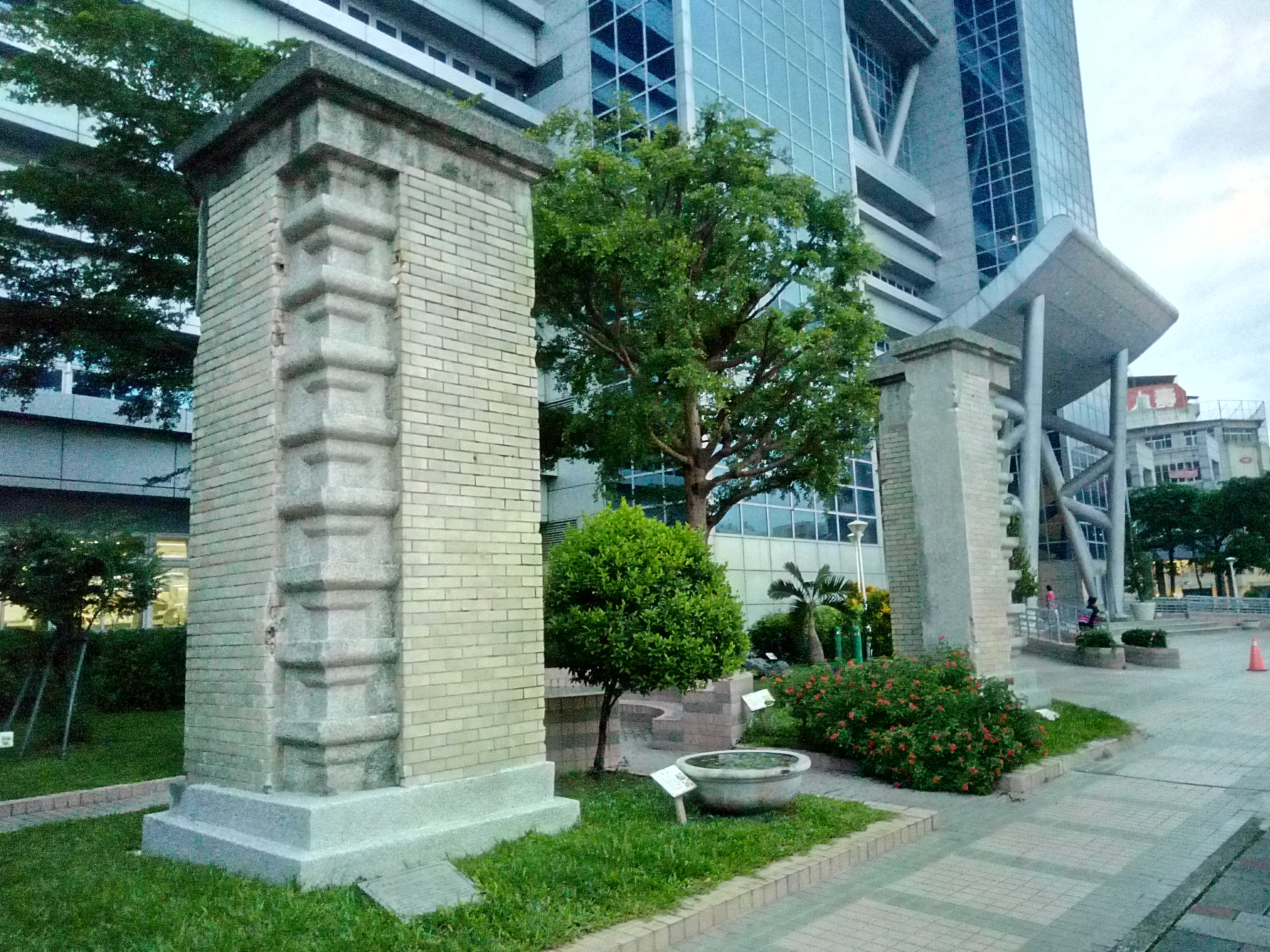
嘉義税務出張所旧門柱

## 交通
- 嘉義市公車嘉義市政府 停留所
  - 中山幹線
  - 光林我嘉線